# Corrado Fabi
Corrado Fabi (Milán, 12 de abril de 1961) es un expiloto de automovilismo italiano. Participó en 20 Grandes Premios de Fórmula 1, sin conseguir puntos logrando un séptimo lugar como mejor resultado. Es el hermano menor del también piloto Teo Fabi.

## Resultados

### Fórmula 1
(Clave) (negrita indica pole position) (cursiva indica vuelta rápida)

| Año         | Escudería            | 1       | 2       | 3       | 4       | 5       | 6       | 7       | 8       | 9       | 10      | 11     | 12     | 13      | 14      | 15      | 16  | Pos. | Puntos |
| ----------- | -------------------- | ------- | ------- | ------- | ------- | ------- | ------- | ------- | ------- | ------- | ------- | ------ | ------ | ------- | ------- | ------- | --- | ---- | ------ |
| 1983        | Osella Squadra Corse | BRA Ret | USW DNQ | FRA Ret | SMR Ret | MON DNQ | BEL Ret | USE DNQ | CAN Ret | GBR DNQ | GER DNQ | AUT 10 | NED 11 | ITA Ret | EUR DNQ | RSA Ret |     | NC   | 0      |
| 1984        | MRD International    | BRA     | RSA     | BEL     | SMR     | FRA     | MON Ret | CAN Ret | USE     | USA 7   | GBR     | GER    | AUT    | NED     | ITA     | EUR     | POR | NC   | 0      |
| Referencia: |                      |         |         |         |         |         |         |         |         |         |         |        |        |         |         |         |     |      |        |

| Predecesor: Geoff Lees | Campeón de Fórmula 2 Europea 1982 | Sucesor: Jonathan Palmer |